# پل هاندر
پل هاندر (انگلیسی: Paul Hunder; ۱۲ ژانویهٔ ۱۸۸۴ – ۹ مهٔ ۱۹۴۸) بازیکن فوتبال اهل آلمان بود.
از باشگاه‌هایی که در آن بازی کرده‌است می‌توان به باشگاه فوتبال ویکتوریا ۱۸۸۹ اشاره کرد.
وی همچنین در تیم ملی فوتبال آلمان بازی کرده‌است.